# Archiconchoecinna
Archiconchoecinna är ett släkte av kräftdjur. Archiconchoecinna ingår i familjen Halocyprididae.
Kladogram enligt Catalogue of Life:
| Archiconchoecinna | \| \| Archiconchoecinna arctica \| \| \| \| \| \| Archiconchoecinna cuneata \| \| \| \| \| \| Archiconchoecinna ecuneata \| \| \| \| |
|                   | \| \| Archiconchoecinna arctica \| \| \| \| \| \| Archiconchoecinna cuneata \| \| \| \| \| \| Archiconchoecinna ecuneata \| \| \| \| |
|                   | Archiconchoecinna arctica |
|                   | |
|                   | Archiconchoecinna cuneata |
|                   | |
|                   | Archiconchoecinna ecuneata |
|                   | |